# 婚礼
婚礼是一種締結婚姻的儀式，有法律公證儀式、宗教儀式或民俗儀式等，用以慶祝一段婚姻的開始，代表结婚。婚禮廣受重視，被部分人當作人生大事，亦被部分人視若無物，指無需舉辦或隆重操辦。
所有民族都有其传统的婚礼仪式，传统婚礼传承其民俗文化。但大部分的文化中的結婚傳統與習俗，許多在現代社會中已經失去了其原始意義。
皇室、政商名流或明星的婚禮常因規模龐大、耗費巨資舉辦而獲得矚目，被傳媒譽為「世紀婚禮」。

## 汉字文化圈婚禮
- 中国官服婚礼
- 韩国官服婚礼

中國古代稱婚禮為昏禮，因多在黃昏舉行。婚礼是周礼嘉礼的一种，其仪式内涵载于《仪礼·士昏礼》、《礼记·昏义》、《朱子家礼》中，并且在《开皇律》《唐律》《宋刑统》《大明律》等历朝法典中得到推广，还通过吉凶宾军嘉五礼的制度传播影响了朝鲜、越南等汉文化圈国家。《礼记》对婚礼所做的规范化的表述：“昏礼者，将合二姓之好，上以事宗庙，而下以继后世也，故君子重之。”
《仪礼》中有详细规制，整套仪式合为“六礼”，与三书（即聘书、礼书和迎亲书）一起被合称为“三書六禮。”六礼指的是纳采、问名、纳吉、纳征、请期、亲迎。以上六个程序中，男方家都要向女方家送礼。除了纳征外，其余五礼都以雁为贽。到唐代，婚礼用雁已普遍被家鹅代替。歷朝歷代婚禮大致相同，貴族與民間婚禮有一些区别。婚礼的礼仪程序、婚宴的规格、纳币的多少、新郎新娘的礼服各有等差。比如贵族“六礼”所用的财物，六礼的每一步骤所送礼物应为“羔羊一口、雁一只，酒、黍、稷、稻、米、麦各一斛”，庶民减半。宋代以后对于六礼所含名目和内容有简约趋势。明代仕宦之家婚娶或爲子聘婦，初行六禮。嘉慶時，依「朱子家禮」所訂儀制，頒布士庶婚禮，取消古禮中的「問名」和「纳吉」，只行「纳采、纳幣、請期、親迎」四禮。此六礼，几千年相沿下来，至现代西风东渐才开始发生较大的变革。
程序包括：相亲，断八字，定聘，择日，送嫁，催嫁，迎亲，拜堂，出厅，闹洞房，换花，回车。
| 婚服     | 婚服     | 婚服     | 男方      | 女方           |
| -------- | -------- | -------- | --------- | -------------- |
| 冕服婚礼 | 冕服婚礼 | 冕服婚礼 | 冕服      | 翟衣           |
| 官服婚礼 | 中国     | 中国     | 团领補服  | 大衫霞帔、團衫 |
| 官服婚礼 | 韩国     | 韩国     | 团领      | 阔衣           |
| 士庶婚礼 | 中国     | 中国     | 深衣/襴衫 | 大袖背子       |

六礼创始于周而完善于汉，成为中国传统婚礼的基本模式，不仅在民间流传广泛，而且远播到朝鲜、越南等国，影响很大。朝鲜礼俗受汉文化影响较深，其婚礼一直采用规范化了的《文公家礼》六礼模式，编著了《四礼便览》。
- 现代韩国婚礼币帛仪式
- 朝鲜国王冕服婚礼[11]

### 音乐
周朝、汉代的婚礼凸显庄严肃穆，没有音乐。唐代嫁娶出现"广奏音乐"、"歌舞喧哗"的情况后，婚礼举乐已习以成俗。唐代还有士大夫认为嫁娶举乐不合古礼，要求禁断，可是到了宋代，嫁娶举乐就成了必不可缺的仪式之一，民间都有鼓吹乐队参加。吹打乐是兴于明代流行于江苏南部地区的《十番鼓》和《十番锣鼓》。江南丝竹多与民间的婚礼喜庆联系在一起。如《行街》就是明清时代民间在婚礼行列进行时所用乐曲。此外还有《欢乐歌》、《云庆》、《四合如意》、《三六》、《慢三六》、《中花六板》、《慢六板》等等。1991年，行政院文化建設委員會委托許常惠主持一個婚禮音樂的計畫，邀請專家分別編作三套八式樂曲,製作了唱片和磁帶發行。第一套是「中國傳統婚禮音樂」,第二套是「台灣地方婚禮音樂」，第三套是「現代創作婚禮音樂」。

### 日式婚礼
- 以前的神前结婚式

李宝能指日本皇室大致继承了中国古代婚礼仪式，包括“纳彩之仪”、“交换彩礼”、以及随后的“告期之仪”、“举式”、“入第之仪”等各项仪式。
| 职业     | 男方       | 女方        |
| -------- | ---------- | ----------- |
| 皇族婚礼 | 束带       | 十二单      |
| 公卿婚礼 | 束带       | 袿袴        |
| 士庶婚礼 | 纹付羽织袴 | 白无垢/打掛 |

- 日本贵族官服婚礼
- 妇见舅姑

- 神前结婚式

明治三十三年，以大正天皇结婚为契机，出现了明治式神前结婚法。1899年，华族女学校校长細川潤次郎男爵拟定了《新撰婚礼式》。目前神前结婚式有三种：自家神前结婚式、氏神神前结婚式、宗教神道教会结婚式。结婚祭仪分为几个步骤。社司为新人开启神社大门，新人献上神馔，社司吟诵祝词，新人交换誓词并献上玉串再敬拜。摆上神酒、一献、二献、三献。媒人、男方亲族及女方亲族入座，与新人敬酒并问候。结婚式举行完后，紧接着举行“披露宴”。
- 日本士婚礼
- 现代日本士婚礼
- 日本神前结婚式

## 印度教婚礼
印度婚禮儀式相當繁瑣。結婚之前，雙方家長會透過充當媒人的祭司討論嫁妝事宜，女方必須答應男女提出的嫁妝數量後，雙方才選定黃道吉日、開始籌備婚禮。
- 印度婚礼的盛装新娘

## 西方婚禮
在西方的結婚習俗中，新郎穿制服、晚礼服、早礼服或者便服，新娘會穿著白色的大禮服，象徵了維多利亞時代中的「純潔」（由於大眾媒體的誤導，白色禮服被以為是象徵了「貞操」，但事實上代表貞操的是新娘的頭紗）。因此在這種「白色婚禮」的封建傳統中，寡婦或曾離婚的女性被認為不應當在其再婚的婚禮上穿著白色的婚紗，但現代的文明社會已沒有這種區分。請參見「白色婚禮」條目。在晚间，很正式的婚礼要求男方白領結着装，黑色领结次之。
婚禮是天主教七件聖事之一。天主教的国家要求天主教徒的婚姻严格按照天主教的教规来举行，並且由神父主持。基督教新教婚礼由牧师主持，新郎新娘携手站在圣坛前，牧师为他们念诵布道文，祈求上帝对婚姻的祝搐，新郎新娘面对圣坛交换結婚信物，而戒指是最為普遍的。
西方的婚宴通常是在結婚儀式之後舉行，在婚宴中會有一個大型的結婚蛋糕。西方結婚傳統包括了向新人敬酒、新人會第一對下去跳舞、以及切結婚蛋糕。新娘會向在場所有尚未結婚的女性丟出手中的新娘捧花(bridal bouquet)，而接到花束的女性被認為將會是下一個結婚的人。為了公平起見，最近發展出了新郎將新娘的襪帶（garter）丟向未結婚的男性群，而接到的男性會被認為將是下一個結婚的人。
西方婚禮中還有一項重要的儀式：在新人進場時，新郎先走到紅毯一半等待新娘，新娘再由父親牽進場，並在紅毯中進行交手儀式。而這個儀式象徵著父親把照顧新娘的責任託付給新郎。
- 东正教婚礼仪式
- 教堂婚礼
- 维多利亚女王婚礼
- 王室婚礼
- 英国王室婚礼
- 制服婚服
- 燕尾服婚服
- 早礼服婚服
- 西方婚礼中的新娘和伴娘
- 西方平民集体婚礼
- 制服婚礼
- 制服婚礼
- 签署婚姻法律文件
- 点蜡烛
- 婚礼马车
- 婚车

### 音樂
時常在西方結婚典禮上播放的音樂，如結婚進行曲等，較著名的有：
- 華格納的歌劇《羅恩格林》中的《婚禮合唱》，通常是用來當作進場時的音樂，也稱做「新娘來了」（Here Comes the Bride）。
- 孟德爾頌為莎士比亞的戲劇《仲夏夜之夢》所作的插曲《結婚進行曲》，通常是用來當作退場時的音樂。
- 夏爾-瑪麗·魏多的《第五號交響曲》中的《托卡塔曲》，也用來作為退場音樂。

## 东西洋结合式
19世纪末20世纪初，婚礼从形式到内容明显的接受了西式风俗。一般采取了中西合璧的婚礼形式。蒋中正和宋美龄的基督教婚礼，令国内无数青年女子仰慕不已。此后，西洋婚纱便在中国广泛流行起来了。
現在中國大陆的婚禮結合了中國傳統以及受西方影響的元素。公民結婚儀式並沒有太多的程序，法律上来说只需结婚双方亲自到地方民政部门進行結婚登記即可。多数婚礼，也就是由迎亲和喜酒两部分组成。其隆重程度，也就在迎亲车辆和喜酒桌数的多寡。受西方元素影响，新人于正式婚礼前拍攝婚紗照也为多数新人所采纳。不过由于中国各地风俗不同，于婚礼的细节之处，也南北殊异。如浙江省舟山地区，无论城乡，今天仍有在正式婚礼前夜举办隆重的祭天祭祖仪式的传统，称为相喜。
- 清朝画家描绘的中式婚禮中新郎、新娘拜堂的过程
- 越南现代婚礼

日本的婚禮可依宗教形式分成神道的神前式、佛教的佛前式、基督教的教會式，地點分別在神社、佛寺、教堂，但是，現在提供神前式、教會式的飯店、結婚式場等也相當多，未必需要在前述的宗教設施舉辦婚禮。受歷史的影響，神前式和教會式已相當普及於日本社會，佛前式則即使一般信徒也較少採用。
加拿大籍馬偕牧師於1871年底到台灣傳教，在他的《臺灣六記》一書提及，1873年3月2日他在臺北縣五股設立的教會，舉行台灣史上第一次的基督教式結婚典禮，陳鄭聯姻（陳男25歲；鄭女17歲），新娘坐的轎子，後面跟著25個苦力，沿路燃放鞭炮，馬偕則為證婚人。1895年台灣進入日本統治時代，日本政府為推動現代化，將西式婚禮冠上「文明婚禮」，藉以改變民眾所熟知的傳統迎親嫁娶習俗。
- 日本王室西式婚礼
- 满清末代公主的西式婚礼
- 蒋介石婚礼
- 民国时代西式婚礼
- 民国西式婚礼
- 中西结合
- 柬埔寨西式婚礼
- 印度西式婚礼
- 台湾西式婚礼
- 台湾基督教婚礼
- 台湾西式婚礼
- 日本西式婚礼
- 日本基督教婚礼
- 中国西式婚礼
- 婚禮花車

依據1915年1月1日《台灣日日新報》的報導，台北的廖坎與陳阿娟結婚除去舊禮，共乘自動車（轎車），由於1912年才有第一部汽車進口台湾，廖坎夫婦是目前資料中，最早乘坐轎車的新人。同一天，翁俊明醫師的婚禮在台南舉行，司儀則是連雅堂。自此，台灣政商界望族的結婚多依此方式。而一般婚宴則隨婚禮結束登場，民眾多以「辦桌」或到大酒樓餐廳舉行喜宴，台北市著名的餐廳有「江山樓」（今延平北路二段，吳江山創辦）、「蓬萊閣」（圓環邊，陳水田創辦），醫師杜聰明即選在江山樓宴客，據統計蓬萊閣光在1935年就有超過250對新人預定喜宴。而西式餐宴則選擇在鐵路旅館（今新光摩天大樓，可容納150人，全台唯一洋式飯店）舉行。

## 伊斯兰教婚礼
在信仰伊斯兰教的民族一般只在穆斯林民族中通婚，尤其排斥妇女外嫁非穆斯林诸族。举行婚礼仪式时，客人分男(左)、女(右)两厢，由阿訇或伊玛木居中念诵《古兰经》，并主持婚礼。“尼卡哈”是《古兰经》有关婚姻家庭方面的训条，又叫“喜经”。“尼卡哈”念完，穆斯林男女青年的婚礼结束，这对新婚夫妇便成为合法夫妻。按照伊斯兰教规定，在阿訇向新郎新娘询问结婚意愿时，最多只能询问三次，得到肯定回答后，念尼卡哈，包括哇孜(双方要担负责任、义务的重要性)。之后吃饭。
- 印尼穆斯林婚礼

## 结婚仪式
- 中式婚禮
- 美式婚禮
- 俄式婚禮

## 相關主題
- 喜酒（婚宴）
- 喜帖
- 婚禮綵排晚宴
- 婚禮小物
- 蜜月
- 結婚紀念日
- 婚紗照
- 訂婚

## 延伸阅读
[在维基数据编辑]
 《欽定古今圖書集成·經濟彙編·禮儀典·婚禮部》，出自陈梦雷《古今圖書集成》